# Лабиринт (митология)
Вижте пояснителната страница за други значения на Лабиринт.
В древногръцката митология Лабиринтът (на гр. λαβύρινθος, лавиринтос) е сложна постройка, направена за критския цар Минос по проект на легендарния майстор Дедал, за да държи Минотавъра – същество, представляващо получовек и полубик, убит от атинския герой Тезей. Дедал изработил Лабиринта толкова изкусно, че той самият трудно би могъл да излезе от него. Ариадна помогнала на Тезей с кълбо от прежда, което да го води обратно към изхода на Лабиринта, посредством нейната нишка.
Съвременните учени различават обходния пъзел с много разклонения, с много възможности за избор на посоки, от класическия лабиринт с единичен Ойлеров път към центъра и обратно, който не е труден за преминаване.
Еднопосочният дизайн е широко разпространен в художественото изобразяване на Лабиринта, въпреки че логическото и литературно описание ясно казват, че Минотавърът е бил държан в многопосочен лабиринт.
Лабиринтът може да бъде представян едновременно символично и физически. Символично е представян в изкуството, в керамиката, в дизайна, гравиран по стени на пещери, при бодиарт. Физически лабиринтът се представя основно като наземна структура, през която може да се ходи от входа към центъра и обратно. В миналото лабиринтите са били използвани за групови ритуали и за медитация.

## Галерия
- Римска мозайка изобразяваща Тезей и Минотавъра.
- Класически лабиринт
- Средновековен лабиринт
- Критски лабиринт направен с 2500 горящи чаени свещи в Центъра за християнска медитация и духовност на епархията Limburg в Cross Църквата Св във Франкфурт на Майн-Борнхайм